# Тамни ливадар
Тамни ливадар (лат. Thymelicus acteon) врста је лептира из породице скелара (лат. Hesperiidae).

## Опис врсте
Овај лептир је нешто тамнији и ситнији од сродника, а крила му немају уједначену боју.

## Распрострањење и станиште
Најчешће се среће по рубовима шума. Широко распрострање али локалан и у Европи.

## Биљке хранитељке
Овој врсти су биљке хранитељке пасјача (Brachypodium pinnatum) и шумска пасјача (B. sylvaticum).